# Karl-Ernst Bungenstab
Karl-Ernst Bungenstab (* 21. Juni 1939 in Oberauerbach; † 25. August 2021) war ein deutscher Hochschullehrer, Kommunal- und Kulturpolitiker.

## Leben
Karl-Ernst Bungenstab wuchs als zweites von vier Kindern auf. Sein Vater Karl Bungenstab (1905–1999) war Bergingenieur, seine Mutter Mathilde Bungenstab (1908–2003), geb. Büttner, war Keramikerin. Nach der Flucht der Familie aus Schlesien und dadurch bedingten mehrfachen Ortswechseln in der Nachkriegszeit machte Bungenstab sein Abitur 1960 am mathematisch-naturwissenschaftlichen Gymnasium in Wuppertal-Vohwinkel. Bereits als Schüler engagierte er sich in der Jugendorganisation der FDP, der er bis 1994 angehörte. Nach Studienbeginn im Sommersemester 1960 an der Christian-Albrechts-Universität zu Kiel setzte er das Studium mit den Fächern Geschichte und Politologie am Otto-Suhr-Institut der Freien Universität Berlin fort und schloss es 1964 mit dem Diplom ab. Das Studienjahr 1965/1966 verbrachte er als Fulbright-Stipendiat an der University of Kansas in Lawrence (USA). Diese Zeit nutzte er unter anderem zum Quellenstudium seiner Dissertation über das Thema „Amerikanische Umerziehungspolitik in Deutschland nach 1945“, die er unter der Betreuung von Kurt Sontheimer 1968 an der Philosophischen Fakultät der Freien Universität Berlin einreichte. Für die Veröffentlichung seiner Dissertation im Bertelsmann Universitätsverlag schrieb Ernst Fraenkel ein dreiseitiges Geleitwort.
Bungenstab begann seine berufliche Laufbahn 1964/1965 als Referent beim Cultural Affairs Officer der US-Mission Berlin. Nach der Rückkehr aus den Vereinigten Staaten 1966 war er kurzzeitig Pressereferent und danach bis 1971 Programmdirektor des Amerikahauses Hannover. Zusätzlich zu seiner Funktion am Amerikahaus war er Initiator und Direktor des Studienzentrums Hannover des Kalamazoo College Foreign Study Program (Kalamazoo, Michigan, USA) mit Lehrauftrag für Geschichte und Politologie.
Im Anschluss war er zwei Jahre lang Abteilungsleiter „Grundlagen der beruflichen Erwachsenenbildung“ am damals neu gegründeten Bundesinstitut für Berufsbildungsforschung (BBF) in Berlin. In Verbindung mit dieser Funktion war Bungenstab gemeinsam mit Helmut Keim und Dietrich Urbach Mitbegründer, Herausgeber und Redakteur der Loseblattsammlung „Grundlagen der Weiterbildung“. 1973 wurde er zum Professor an die neu entstandene Fachhochschule für Verwaltung und Rechtspflege Berlin berufen.
1975 bis 1993 war Bungenstab Kulturdezernent der Landeshauptstadt Hannover. Entsprechend dem jeweils geltenden Geschäftsverteilungsplan unter den städtischen Dezernenten betreute er zeitweilig auch die Fachbereiche Sport und Bäder, Zoologischer Garten und Congress Centrum. Er war Mitglied und arbeitete in Führungspositionen von kulturellen und kulturpolitischen Fachverbänden, unter anderem als Vorsitzender des Landesverbandes Nord und Verwaltungsratsmitglied des Deutschen Bühnenvereins (1979 bis 1992), als Vorsitzender des Kunstvereins Hannover (1975 bis 1991), als Mitbegründer des Arbeitskreises der Kulturdezernenten Niedersachsens und Sachsen-Anhalts (1977 bis 1993).
Ab 1994 arbeitete Bungenstab selbstständig für Wirtschaftsunternehmen sowie als Fachberater für Kommunen und Kultureinrichtungen.

## Privates
Karl-Ernst Bungenstab war in zweiter Ehe verheiratet und hatte zwei Töchter und einen Sohn. Er starb Ende August 2021 im Alter von 82 Jahren.

## Werke (Auswahl)
- Die Schulbuchrevision in der US-Zone nach 1945 im Zusammenhang mit der amerikanischen Umerziehungspolitik. Internationales Jahrbuch für Geschichts- und Geographieunterricht, Band XII, Braunschweig 1968/1969.
- Amerikanische Umerziehungspolitik und Schulbuchrevision nach 1945. Blickpunkt Schulbuch, H. 8, September 1969.
- Umerziehung zur Demokratie? Re-education-Politik im Bildungswesen der US-Zone 1945-1949. Bertelsmann Universitätsverlag 1970, ISBN 3-571-09224-4.
- Entstehung, Bedeutungs- und Funktionswandel der Amerika-Häuser. Ein Beitrag zur Geschichte der amerikanischen Auslandsinformationen nach dem 2. Weltkrieg. Jahrbuch für Amerikastudien, Band 16, Heidelberg 1972.
- Gesetzliche Grundlagen der beruflichen Erwachsenenbildung – ein Beitrag zur bildungspolitischen Diskussion. ZfB 2/72.
- Die Ausbildung der amerikanischen Offiziere für die Militärregierungen nach 1945. Jahrbuch für Amerikastudien, Band 18, Heidelberg 1973.
- Bund und Länder – Partner oder Gegner bei der Weiterbildung?. ZfB 2/73.
- Zur Ortsbestimmung der beruflichen Fortbildung im Rahmen der Weiterbildung. Erwachsenenbildung 1/73.
- Weiterbildung als Sozialpolitik – Probleme ihrer Verwirklichung und rechtlichen Ordnung. Internationales Jahrbuch für Erwachsenenbildung, Gütersloh 1975.
- mit Hans-J. Rosenthal Umschulung. Handwörterbuch des Personalwesens, Poeschel Verlag Stuttgart 1975.
- Theorie und Praxis der Kulturpolitik. Deutsche Bühne Januar 1977.
- Aufruf an alle – Entwurf einer offensiven Kulturpolitik. Der Architekt 7/1978.
- 1883 – 1983 100 Jahre Verkehrsverein Hannover – Kultur und Kunst als Faktoren des Fremdenverkehrs. Hannover 1983.
- Kultur als Bettleroper?. das rathaus 1/1993.
- Volkshochschule: Zukunft und Reform. das rathaus 1/1994.
- Wider die kommunale Erfüllungspolitik. das rathaus 2/1994.
- Organisations- und Wirtschaftlichkeitsgutachten Staatstheater Kassel. Düsseldorf 1995.
- Kommunale Finanzkrise und Theaterstrukturpolitik. Niedersächsischer Städtetag 12/1995.
- Patchwork oder Strukturen – Die Theater und Orchester in Sachsen-Anhalt. Der Städtetag 9/1998.
- Landesamt für Denkmalpflege Sachsen-Anhalt – Explorationsstudie. Magdeburg 2000.
- Organisationsgutachten und Strategievorschläge Musikschule Soest. Soest 2000.
- Struktur- und Strategievorschläge für das Mecklenburgische Staatstheater Schwerin. Schwerin 2001.
- Das Internationale Jazzmuseum Hannover, Betriebswirtschaftliche Rahmenbedingungen und Prognosen, Überlegungen zur Wirtschaftlichkeit. Hannover Dezember 2002.
- Optimierung der Organisationsstruktur und Wirtschaftlichkeit in den Bereichen Theater und Philharmonie der Stadt Baden-Baden. Baden-Baden 2003.
- Organisation und Wirtschaftlichkeit, Struktur und Strategievorschläge für die Musikschule „Musikschulkreis Lüdinghausen“. Lüdinghausen 2004.
- Dienstleister Landesbühne Hannover – Perspektiven und Strategien zur Krisenbewältigung. Hannover Juni 2005.
- Fachgutachten über das Schlossmuseum Murnau. Murnau Juni 2006.
- Bildung und Medien am Niedersächsischen Internatsgymnasium Esens, Die Schulbibliothek als Mediathek, Situation – Chancen – Perspektiven. Esens März 2010.
- Optimierung von Organisation und Wirtschaftlichkeit von Musikschulen im Landkreis Sächsische Schweiz – Osterzgebirge. Pirna 2012.